# Sebastian Herrmann (Journalist)

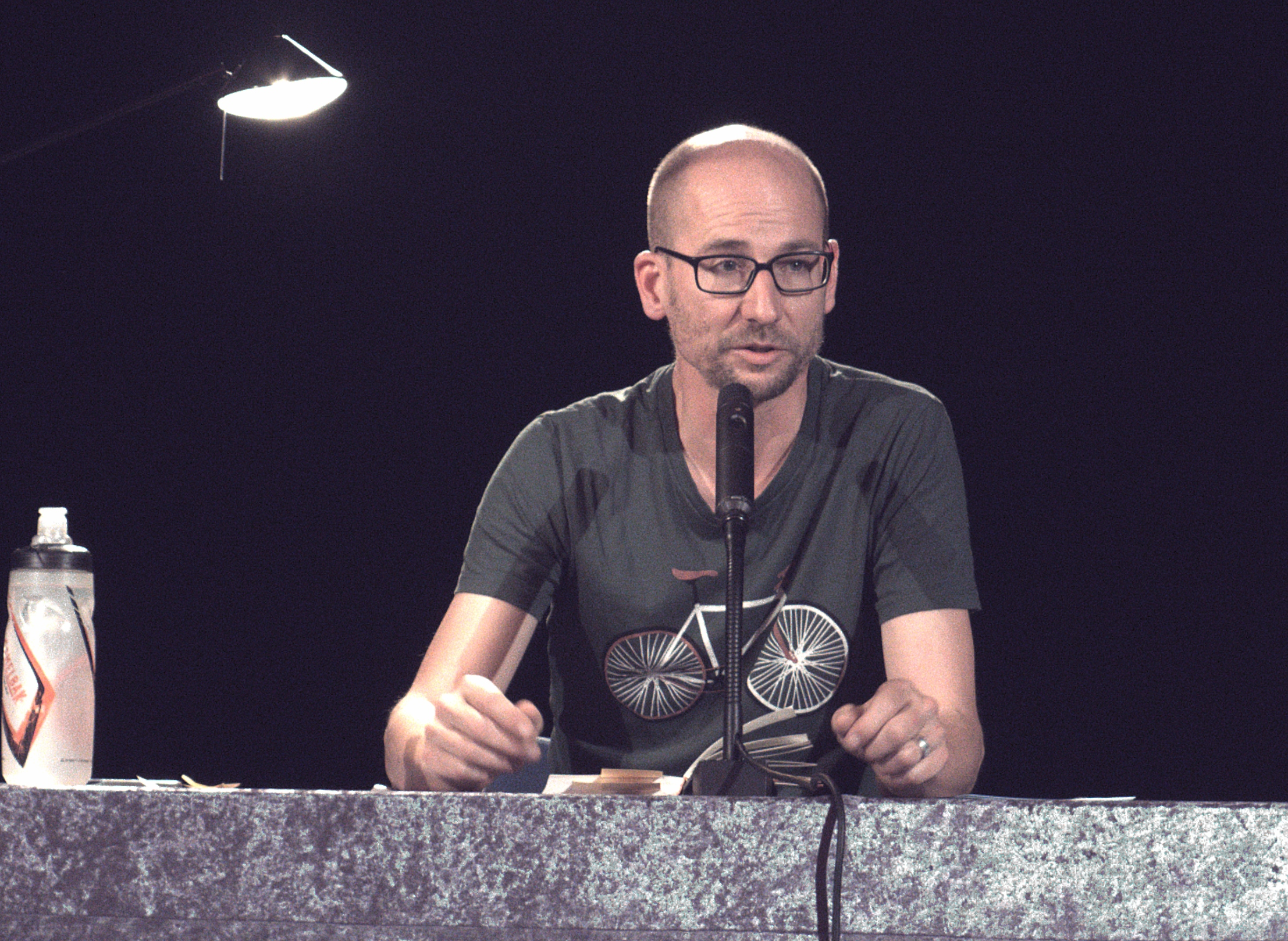
2017: Lesung Sebastian Herrmann

Sebastian Herrmann (* 1974) ist ein deutscher Journalist und Sachbuchautor.

## Leben
Sebastian Herrmann studierte Politikwissenschaften, Geschichte und Psychologie in München und Edinburgh. Während eines Aufenthaltes in Kuala Lumpur schrieb er seine Abschlussarbeit über malaysische Wirtschaftspolitik. Er arbeitet als Chef vom Dienst in der Wissenschaftsredaktion der Süddeutschen Zeitung, wo er zunächst als Nachrichtenredakteur und freier Mitarbeiter tätig war.

## Werke
- Werner Bartens, Sebastian Herrmann: Alles über das Eine. Eichborn, Frankfurt, M. 2007, ISBN 978-3-8218-5652-0.
- Wir Ikeaner: Unsere verhängnisvolle Affäre mit einem kleinen schwedischen Möbelhaus. Knaur-Taschenbuch-Verl., München 2009, ISBN 978-3-426-78140-1.
- Herrlich eklig!: Alles über die verkannten Wundersäfte unseres Körpers. Knaur-Taschenbuch-Verl., München 2009, ISBN 978-3-426-78192-0.
- Die fliegende Katze: 1000 Kuriositäten aus dem Alltag. Knaur-Taschenbuch-Verl., München 2009, ISBN 978-3-426-78239-2.
- Über alle Berge: Ein Handbuch nicht nur für Gipfelstürmer. Malik, München 2010, ISBN 978-3-89029-379-0.
- Starrköpfe überzeugen: Psychotricks für den Umgang mit Verschwörungstheoretikern, Fundamentalisten, Partnern und Ihrem Chef. Rowohlt-Taschenbuch-Verl., Reinbek bei Hamburg 2013, ISBN 978-3-499-62025-6.
- Der Krankheitswahn: Wir sind gesünder, als wir uns fühlen und die Industrie uns glauben lässt. Gütersloher Verl.-haus, Gütersloh 2015, ISBN 978-3-579-07083-4.
- Gefühlte Wahrheit: Wie Emotionen unser Weltbild formen. Aufbau Verlag, Berlin 2019, ISBN 978-3-351-03753-6.